# Me o Toshite Gyusshi yo
Singles par Dream Morning Musume
Shining Butterfly
(15 février 2012)
Me o Toshite Gyusshi yo (目をとじてギュッしよ, ou Me wo Toshite Gyusshi yo) est le premier single du duo de J-pop ABCHO, composé de Rika Ishikawa et Hitomi Yoshizawa, anciennes membres du groupe Morning Musume (ABCHO est le pendant pop de leur ancien duo Hangry & Angry, au style plus rock).
Le single sort le 23 mai 2012 au Japon sur le label Delicious Deli de la maison de disque Universal Music Japan, trois mois après le précédent single des deux chanteuses dans le cadre du groupe Dream Morning Musume, Shining Butterfly. Il atteint la 38e place du classement des ventes de l'Oricon. La chanson-titre Me o Toshite Gyusshi yo est utilisée comme générique d'ouverture de la série anime adaptée du jeu vidéo Sengoku Collection.
Le single sort en deux versions : en édition normale CD avec les héroïnes de la série anime en couverture, ou en édition limitée CD+DVD avec le duo ABCHO en couverture et un DVD en supplément contenant le clip vidéo de la chanson-titre. En plus de la chanson en "face B" Kūsuo Discotheque, les deux éditions contiennent également chacune deux versions alternatives différentes de la chanson-titre.

## Liste des titres
CD de l'édition régulière
1. Me o Toshite Gyusshi yo (目をとじてギュッしよ?)
2. Kūsuo Discotheque (空想ディスコティーク?)
3. Me o Toshite Gyusshi yo (NonSectRadicals Kokukiri Chop ver.) (目をとじてギュッしよ（NONSECTRADICALS KOKUKIRI CHOP VER.）?)
4. Me o Toshite Gyusshi yo (Vocal Only) (目をとじてギュッしよ（VOCAL ONLY）?)

CD de l'édition limitée
1. Me o Toshite Gyusshi yo (目をとじてギュッしよ?)
2. Kūsuo Discotheque (空想ディスコティーク?)
3. Me o Toshite Gyusshi yo (Instrumental Version) (目をとじてギュッしよ（INSTRUMENTAL）?)
4. Me o Toshite Gyusshi yo (NonSectRadicals Extended Chop ver.) (目をとじてギュッしよ（NONSECTRADICALS EXTENDED CHOP VER.）?)

DVD de l'édition limitée
1. Me o Toshite Gyusshi yo (目をとじてギュッしよ?) (clip vidéo)